# Iberische en Ibero-Amerikaanse achternamen
In Iberische en Ibero-Amerikaanse landen, hebben mensen twee achternamen.
Naast de achternaam van de vader (apellido paterno) wordt ook de achternaam van de moeder (apellido materno) in de naam opgenomen. De zoon van Pedro González y Pérez en María García y Gómez heet dus Juan González y García. Het woordje y of e (en) wordt tegenwoordig meestal weggelaten. In het Catalaans wordt het tussenvoegsel i vrijwel altijd tussen beide namen geplaatst.
In officiële stukken worden de voornamen van de ouders vermeld.
De apellido paterno van de ouders spreekt vanzelf en de apellido materno wordt minder belangrijk gevonden.
Bovenstaande persoon wordt dan dus omschreven als: Juan González García, hijo de (zoon van) Pedro y María.
| Pedro González y Pérez | Pedro González y Pérez | Pedro González y Pérez | Pedro González y Pérez | Pedro González y Pérez | Pedro González y Pérez |                                               |  |  |  |  |  | María García y Gómez | María García y Gómez | María García y Gómez | María García y Gómez | María García y Gómez | María García y Gómez |
| Pedro González y Pérez | Pedro González y Pérez | Pedro González y Pérez | Pedro González y Pérez | Pedro González y Pérez | Pedro González y Pérez |                                               |  |  |  |  |  | María García y Gómez | María García y Gómez | María García y Gómez | María García y Gómez | María García y Gómez | María García y Gómez |
|                        |                        |                        |                        |                        |                        |                                               |  |  |  |  |  |                      |                      |                      |                      |                      |                      |
|                        |                        |                        |                        |                        |                        | Juan González y García, hijo de Pedro y María |  |  |  |  |  |                      |                      |                      |                      |                      |                      |

Merkwaardig is dat sommige personen algemeen bekend zijn onder de apellido materno.
Voorbeelden zijn: Pablo Ruiz y Picasso, Santiago Ramón y Cajal, Francisco Jiménez de Cisneros of José Luis Rodríguez Zapatero.
Voor getrouwde vrouwen is het in sommige Spaanstalige landen of regio's gebruikelijk de apellido materno te laten vervallen en de + naam van de man ervoor in de plaats te nemen. Als Ángela López Sáenz met Tomás Portillo Blanco zou trouwen, wordt ze dus Ángela López de Portillo. Dit wordt echter niet overgenomen in officiële documenten, daar wordt altijd de naam die de vrouw bij geboorte kreeg gebruikt. Omdat deze manier van benamen tegenwoordig soms als seksistisch wordt beschouwd,  (de (van) geeft immers de indruk dat de vrouw eigendom is van de man), raakt deze manier van benamen steeds meer in onbruik.
In Portugeestalige gebieden werkt dit alles in grote lijnen hetzelfde, alleen wordt daar de achternaam van de moeder vóór die van de vader geplaatst. Het verschijnsel om het voorzetsel "de" tussen de beide achternamen te plaatsen komt hier niet voor, al beginnen sommige achternamen met "de", "da" of "do". In Brazilië komt het voor dat mensen meer dan twee achternamen hebben, als ervoor gekozen wordt de achternaam van bijvoorbeeld een grootmoeder te handhaven.
Het ontbreken van de achternaam van de man is in deze landen vaak taboe: het wordt gezien als teken dat de naam van de vader onbekend is, wat vragen op kan roepen rondom de zedelijkheid van de moeder.